# 阿耳戈 (喬治亞州)
阿耳戈（英語：Argo）是位於美國喬治亞州范寧縣的一個鬼鎮。由於此地已於1908年被荒廢，本地已無人居住。

## 地理
阿耳戈的座標為34°41′28″N 84°08′29″W / 34.69111°N 84.14139°W。与此同时。該地的平均海拔高度為714米（即2342英尺）。